# 江濟民
江濟民（?—?），安徽省安慶府潛山縣人，清朝政治人物、同進士出身。
光緒三年（1877年），参加丁丑科殿試，登進士三甲第30名。同年五月，經吏部掣簽，授即用知縣。